# Lijst van burgemeesters van Rijnwoude
Dit is een lijst van burgemeesters van de voormalige Nederlandse gemeente Rijnwoude in de provincie Zuid-Holland, die in 1991 ontstaan is door de fusie van de gemeenten Benthuizen, Hazerswoude en Koudekerk aan den Rijn. Tot 1993 heette de fusiegemeente Rijneveld. Op 1 januari 2014 ging Rijnwoude op in Alphen aan den Rijn.
| Ambtsperiode | Naam burgemeester                    | Partij of stroming | Bijzonderheden |
| ------------ | ------------------------------------ | ------------------ | -------------- |
| 1991 - 2002  | Maarten (M.J.J.M.) Boelen            | VVD                |                |
| 2001 - 2004  | Jan (J.J.F.M.) Westra                | CDA                | waarnemend     |
| 2004 - 2005  | Enric (E.L.P.) Hessing               | VVD                | waarnemend     |
| 2005 - 2008  | An (A.C) Hommes                      | VVD                | waarnemend     |
| 2008 - 2014  | Anja Latenstein van Voorst-Woldringh | VVD                | waarnemend     |